# 1. Eishockey-Klasse 1948/49
In der Saison 1948/49 wurde die zweithöchste Spielklasse im österreichischen Eishockey 1. Eishockey-Klasse genannt. Die Liga war in drei regionale Gruppen aufgeteilt. Deren Sieger spielten um den Aufstieg in die höchste Spielklasse, der in diesem Jahr neu gebildeten Nationalliga.

## 1. Klasse Süd
Der Villacher SV wurde Gruppensieger der 1. Eishockey-Klasse Süd, nachdem er das Rückspiel gegen den Meister der Steiermark, den Grazer SV, mit 18:2 in Graz und 13:3 in Villach gewonnen hatte. Die weiteren Teilnehmer waren der SV Spittal, Annabichl Klagenfurt und Mürzzuschlag.

## 1. Klasse West
Sieger der Gruppe West war der Union-Schlittschuhclub Salzburg. Die weiteren Teilnehmer waren TSV Steyr, Linzer ESTV (oder ASK), SV Silz und SV Feldkirch. SV Gmunden und SV Wels zogen zurück.

## 1. Klasse Ost
Die Gruppe Ost wurde auch als Wiener Liga bezeichnet, es nahmen aber auch Mannschaften aus Niederösterreich daran teil.
|    |                         | Sp | S | U | N | Tore  | Punkte |
| -- | ----------------------- | -- | - | - | - | ----- | ------ |
| 1. | WAT Ottakring           | 8  | 7 | 1 | 0 | 49:19 | 15:01  |
| 2. | Union Hollabrunn        | 5  | 3 | 0 | 2 | 30:13 | 06:04  |
| 3. | Union Stockerau         | 4  | 2 | 1 | 1 | 12:15 | 05:03  |
| 4. | Klosterneuburg          | 5  | 2 | 0 | 3 | 10:13 | 04:06  |
| 5. | Union-SV Langenzersdorf | 5  | 2 | 0 | 3 | 13:22 | 04:06  |
| 6. | SV Arminen              | 5  | 2 | 0 | 3 | 07:19 | 04:06  |
| 7. | Polizei SV Wien         | 6  | 0 | 0 | 6 | 15:35 | 00:12  |

## Finalturnier

### Spiele
| 5. März 1949 | Villacher SV Toni Endrei (Eigentor) G. Florian Oremus Felfernig Hofbauer | 5:4 (1:2, 2:1, 2:1) Spielbericht | Union-SC Salzburg Proft Felfernig (Eigentor) G. Florian (Eigentor) Proft | Eisanlage Gablerweiher, Salzburg Zuschauer: 3500 |

| 5. März 1949 | Villacher SV G. Florian (3) Hofbauer (2) Oremus (2) Käfer (2) | 11:4 (3:1, 1:2, 7:1) Spielbericht | WAT Ottakring Sturmer (2) Platzer (2) | Eisanlage Gablerweiher, Salzburg |

| 6. März 1949 | Union-SC Salzburg Proft (3) Bauer (2) Schirmer (2) Toni Endrei (2), Blazejovsky | 10:4 (2:1, 2:3, 6:0) Spielbericht | WAT Ottakring Robert Pecanka (2) Josef Pecanka Schwarz | Eisanlage Gablerweiher, Salzburg Zuschauer: 1500 |

### Tabelle
| Pl. |                   | Sp | S | U | N | Tore  | Punkte |
| --- | ----------------- | -- | - | - | - | ----- | ------ |
| 1.  | Villacher SV      | 2  | 2 | 0 | 0 | 16:08 | 4:0    |
| 2.  | Union-SC Salzburg | 2  | 1 | 0 | 1 | 14:09 | 2:2    |
| 3.  | WAT Ottakring     | 2  | 0 | 0 | 2 | 08:21 | 0:4    |

Durch zwei Siege, die auf teils sumpfigen Eis gespielt und von viel Härte geprägt waren, erreichte der Villacher SV den Aufstieg in die Nationalliga. Aufgrund des 11:4-Sieges des Union-SC Salzburg über WAT Ottakring (ehemals Post SV Wien) erreichte das Salzburger Team den zweiten Platz und damit ebenfalls den Aufstieg in die höchste Spielklasse.